# Lua azul

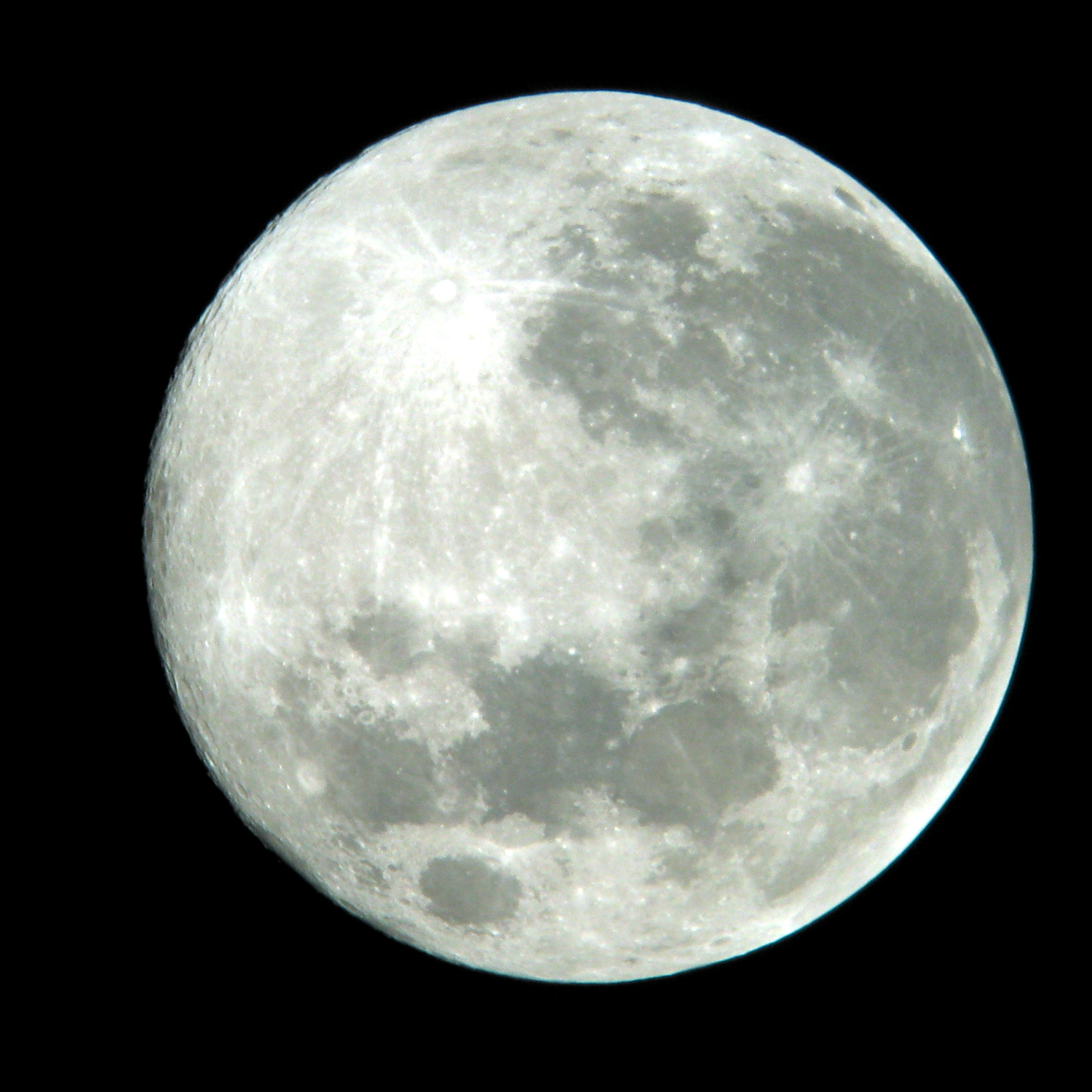
Lua Azul de 31 de agosto de 2012 vista do Observatório Municipal de Campinas Jean Nicolini no Brasil

Lua azul é a expressão usada para designar a segunda lua cheia que ocorre em um mesmo mês. Isto ocorre em intervalos de dois anos devido a diferença no tempo de uma lua cheia até a próxima, de 29,5 dias e a duração dos meses que possuem de 28 a 31 dias. Esta é a definição mais difundida, mas já houve outras.

## Ocorrência
A cadência entre a passagem dos meses do ano que duram de 28 a 31 dias e a sequência de ciclos lunares, o tempo entre luas cheias, que dura 29,5 dias em geral leva a ocorrência de uma lua cheia a cada mês. Entretanto como o ciclo lunar tem duração menor que os meses de 30 e 31 dias é possível que ocorram duas luas cheias em um mesmo mês. Considerando a duração do ano solar de 365 dias dividido pelo tempo médio dos ciclos lunares de 29,53 dias observamos que ocorrem 12,36 ciclos ao ano, portanto um ciclo a cada mês. Todavia a sobra desta divisão que equivale a aproximadamente onze dias acumula-se até que haja um ciclo extra levando a ocorrência de uma lua cheia a mais no ano.
Fevereiro é o único mês no qual não pode ocorrer uma lua azul pois mesmo nos anos bissextos o mês é mais curto que a duração de um ciclo lunar. Inclusive é possível que o mês de fevereiro não possua luas cheias, o que leva a ocorrência de duas luas azuis no mesmo ano. Desta forma, uma ocorre no mês de janeiro e outra novamente em março, como ocorreu em 1980, 1999 e 2018 e ocorrerá em 2037, e há casos mais raros em que a segunda ocorrência de Lua Azul acontece em abril, como aconteceu em 1961.
Por causa da raridade do acontecimento desse fenômeno, há a expressão idiomática da língua inglesa Once in a blue moon (uma vez na lua azul) que é usada para se referir a eventos que raramente acontecem.

## Coloração

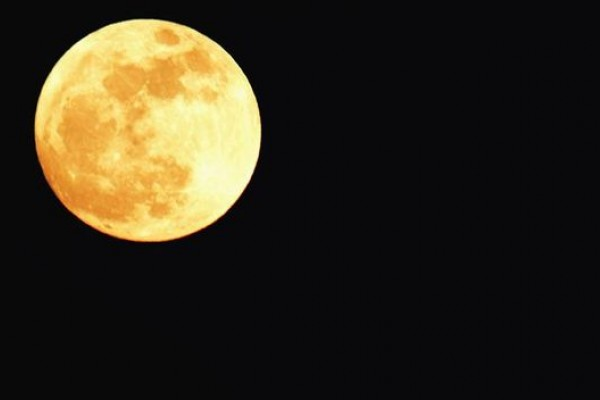
Lua azul de 31 de agosto 2012 vista de Guayaquil no Equador

Apesar do nome a lua azul ela não adquire a cor azul nesta ocasião. É possível que a lua exiba um brilho azulado devido a condições atmosféricas próprias mas a ocorrência delas não é previsível.
Há relatos de que a lua foi vista em tons de azul no ano de 1883 quando ocorreu a erupção do vulcão Krakatoa. As cinzas do vulcão provocavam a dispersão da luz vermelha, permitindo a passagem apenas dos tons azuis e verdes. A quantidade de cinzas que foram dispersadas na atmosfera foi tão grande que a coloração persistiu por anos. Há ainda outros relatos relacionados a erupções de vulcões como o Monte Santa Helena em 1980, El Chichon em 1983 e o Monte Pinatubo em 1991.

## História
A definição anterior dada pela publicação The Maine Farmers' Almanac em 1937 era baseada no fato do ano solar iniciado no dia do solstício conter doze luas cheias, três em cada estação do ano e cada uma delas com um nome próprio. Ocasionalmente o ano possui treze luas cheias por causa do acúmulo do resto da divisão da duração do ano solar pela duração do ciclo lunar. Com isso uma das estações do ano acaba tendo quatro luas cheias, então para manter seus nomes próprios a terceira era denominada lua azul.
A origem da definição mais difundida atualmente é parte do folclore moderno e tem origem numa interpretação incorreta desta definição anterior que foi publicada na revista Sky and Telescope em 1946 pelo editor James Hugh Pruett. Ele concluiu incorretamente que a definição anterior de lua azul levaria um dos meses a possuir duas luas cheias, o que em geral não é verdade. Desde então esta definição tem sido difundida nos Estados Unidos por livros como o The Kids' World Almanac of Records and Facts, revistas como a própria Sky and Telescope e programas de rádio sobre astronomia como Star Date e acabou tornando-se dominante.

## Datas
Estas são as ocorrências de duas luas cheias em um mesmo mês previstas para ocorrer entre os anos de 2007 e 2040, no horário UTCː
- 1 de junho e 30 de junho de 2007
- 2 de dezembro e 31 de dezembro de 2009
- 2 de agosto e 31 de agosto de 2012
- 2 de julho e 31 de julho de 2015
- 2 de janeiro e 31 de janeiro de 2018
- 2 de março e 31 de março de 2018
- 1 de outubro e 31 de outubro de 2020
- 1 de agosto e 31 de agosto de 2023
- 1 de maio e 31 de maio de 2026
- 2 de dezembro e 31 de dezembro de 2028
- 1 de setembro e 30 de setembro de 2031
- 1 de julho e 31 de julho de 2034
- 2 de janeiro e 31 de janeiro de 2037
- 2 de março e 31 de março de 2037
- 2 de outubro e 31 de outubro de 2039